# Lijst van Stolpersteine in Laren
De lijst van Stolpersteine in Laren geeft een overzicht van de gedenkstenen in de gemeente Laren in de Nederlandse provincie Noord-Holland die zijn geplaatst in het kader van het Stolpersteine-project van de Duitse beeldhouwer-kunstenaar Gunter Demnig.
Stolpersteine zijn opgedragen aan slachtoffers van het nationaalsocialisme, al diegenen die zijn vervolgd, gedeporteerd, vermoord, gedwongen te emigreren of tot zelfmoord gedreven door het nazi-regime. Demnig legt voor elk slachtoffer een aparte steen, meestal voor de laatste zelfgekozen woning.
Omdat het Stolpersteine-project doorloopt, kan deze lijst onvolledig zijn.

## Stolpersteine
In Laren liggen 42 Stolpersteine op zeven adressen.

### Laren
| Afbeelding | Inscriptie | Adres           | Herdachte persoon                                    |
| ---------- | --- | --------------- | ---------------------------------------------------- |
|            | HIER WOONDE JAN BARTELS GEB. 1890 VERZETSSTRIJDER GEARRESTEERD 26-9-1941 VERMOORD 24-4-1945 DACHAU                                                     | Bijenstand 1    | Jan Bartels (1890-1945)                              |
|            | HIER WOONDE ANNIE BARTELS- STRIETHORST GEB. 1886 IN VERZET GEARRESTEERD 16-2-1944 GEDEPORTEERD 1944 UIT WESTERBORK VERMOORD 29-1-1945 RAVENSBRÜCK      | Bijenstand 1    | Annie Bartels-Striethorst (1886-1945)                |
|            | HIER WAS ONDERGEDOKEN PAUL BLEEKRODE GEB. 1923 VERRADEN GEDEPORTEERD 19-10-1943 UIT WESTERBORK VERMOORD 31-3-1944 AUSCHWITZ                            | Hein Keverweg 1 | Paul Bleekrode (1923-1944)                           |
|            | HIER WAS ONDERGEDOKEN REGINA BLEEKRODE GEB. 1898 VERRADEN GEDEPORTEERD 19-10-1943 UIT WESTERBORK VERMOORD 22-10-1943 AUSCHWITZ                         | Hein Keverweg 1 | Regina Bleekrode (1927-1944)                         |
|            | HIER WAS ONDERGEDOKEN SAMUEL BLEEKRODE GEB. 1893 VERRADEN GEDEPORTEERD 8-2-1944 UIT WESTERBORK VERMOORD 11-2-1944 AUSCHWITZ                            | Hein Keverweg 1 | Samuel Bleekrode (1893-1944)                         |
|            | HIER WAS ONDERGEDOKEN VROUWTJE BLEEKRODE-PRESSERS GEB. 1892 VERRADEN GEDEPORTEERD 8-2-1944 UIT WESTERBORK VERMOORD 11-2-1944 AUSCHWITZ                 | Hein Keverweg 1 | Vrouwtje Bleekrode-Presser (1892-1944)               |
|            | HIER WAS ONDERGEDOKEN JACOB ELIAZAR BOAS GEB. 1901 VERRADEN GEDEPORTEERD 19-10-1943 UIT WESTERBORK VERMOORD 31-3-1944 MIDDEN-EUROPA                    | Hein Keverweg 1 | Jacob Eliazar Boas (1901-1944)                       |
|            | HIER WAS ONDERGEDOKEN MARY BOAS GEB. 1929 VERRADEN GEDEPORTEERD 19-10-1943 UIT WESTERBORK VERMOORD 22-10-1943 AUSCHWITZ                                | Hein Keverweg 1 | Mary Boas (1929-1943)                                |
|            | HIER WAS ONDERGEDOKEN SELMA MARIE BOAS GEB. 1924 VERRADEN GEDEPORTEERD 19-10-1943 UIT WESTERBORK VERMOORD 22-10-1943 AUSCHWITZ                         | Hein Keverweg 1 | Selma Marie Boas (1924-1943)                         |
|            | HIER WAS ONDERGEDOKEN ESTHER BOAS-VAN KOLLEM GEB. 1901 VERRADEN GEDEPORTEERD 19-10-1943 UIT WESTERBORK VERMOORD 22-10-1943 AUSCHWITZ                   | Hein Keverweg 1 | Esther Boas-van Kollem (1901-1943)                   |
|            | HIER WAS ONDERGEDOKEN MAURITS DUVEEN GEB. 1897 VERRADEN GEDEPORTEERD 19-10-1943 UIT WESTERBORK VERMOORD 22-10-1943 AUSCHWITZ                           | Hein Keverweg 1 | Maurits Duveen (1897-1943)                           |
|            | HIER WAS ONDERGEDOKEN JULIA DUVEEN-CHEIM GEB. 1901 VERRADEN GEDEPORTEERD 19-10-1943 UIT WESTERBORK VERMOORD 22-10-1943 AUSCHWITZ                       | Hein Keverweg 1 | Julia Duveen-Cheim (1901-1943)                       |
|            | HIER WAS ONDERGEDOKEN EVA GOBITS-BLEEKRODE GEB. 1906 VERRADEN GEDEPORTEERD 19-10-1943 UIT WESTERBORK VERMOORD 22-10-1943 AUSCHWITZ                     | Hein Keverweg 1 | Eva Gobits-Bleekrode (1906-1943)                     |
|            | HIER WAS ONDERGEDOKEN ROBERT SEM GOBITS GEB. 1931 VERRADEN GEDEPORTEERD 19-10-1943 UIT WESTERBORK VERMOORD 22-10-1943 AUSCHWITZ                        | Hein Keverweg 1 | Robert Sem Gobits (1931-1943)                        |
|            | HIER WAS ONDERGEDOKEN SAMUEL IKKERSHEIM GEB. 1895 VERRADEN GEDEPORTEERD 19-10-1943 UIT WESTERBORK VERMOORD 31-3-1944 AUSCHWITZ                         | Hein Keverweg 1 | Samuel Ikkersheim (1895-1944)                        |
|            | HIER WAS ONDERGEDOKEN WILLEM DANIËL IKKERSHEIM GEB. 1927 VERRADEN GEDEPORTEERD 19-10-1943 UIT WESTERBORK VERMOORD 31-3-1944 AUSCHWITZ                  | Hein Keverweg 1 | Willem Daniël Ikkersheim (1927-1944)                 |
|            | HIER WAS ONDERGEDOKEN SARA IKKERSHEIM- SARPHATIE GEB. 1898 VERRADEN GEDEPORTEERD 19-10-1943 UIT WESTERBORK VERMOORD 22-10-1943 AUSCHWITZ               | Hein Keverweg 1 | Sara Ikkersheim-Sarphatie (1898-1943)                |
|            | HIER WOONDE SALOMON ELIAS DE JONGH GEB. 1891 GEDEPORTEERD 1943 UIT WESTERBORK VERMOORD 23-4-1943 SOBIBOR                                               | Torenlaan 58    | Salomon Elias de Jongh (1891-1943)                   |
|            | HIER WOONDE ANNA DE JONGH-CITROEN GEB. 1889 GEDEPORTEERD 1944 UIT WESTERBORK VERMOORD 11-2-1944 AUSCHWITZ                                              | Torenlaan 58    | Anna de Jongh-Citroen (1889-1944)                    |
|            | HIER WAS ONDERGEDOKEN WALTER KATTENBURG GEB. 1919 GEARRESTEERD 16-2-1944 GEDEPORTEERD UIT WESTERBORK VERMOORD 15-4-1944 AUSCHWITZ                      | Bijenstand 1    | Walter Kattenburg (1919-1944)                        |
|            | HIER WAS ONDERGEDOKEN SOPHIA KATTENBURG-POLAK GEB. 1921 GEARRESTEERD 16-2-1944 GEDEPORTEERD UIT WESTERBORK VERMOORD 15-4-1944 AUSCHWITZ                | Bijenstand 1    | Sophia Kattenburg-Polak (1921-1944)                  |
|            | HIER WAS ONDERGEDOKEN ESTHER KNOOP GEB. 1882 VERRADEN GEDEPORTEERD 19-10-1943 UIT WESTERBORK VERMOORD 22-10-1943 AUSCHWITZ                             | Hein Keverweg 1 | Esther Knoop (1882-1943)                             |
|            | HIER WAS ONDERGEDOKEN CLARA VAN KOLLEM GEB. 1906 VERRADEN GEDEPORTEERD 19-10-1943 UIT WESTERBORK VERMOORD 22-10-1943 AUSCHWITZ                         | Hein Keverweg 1 | Clara van Kollem (1906-1943)                         |
|            | HIER WAS ONDERGEDOKEN MAURITS VAN KOLLEM GEB. 1914 VERRADEN GEDEPORTEERD 19-10-1943 UIT WESTERBORK VERMOORD 31-3-1944 MIDDEN-EUROPA                    | Hein Keverweg 1 | Maurits van Kollem (1914-1944)                       |
|            | HIER WAS ONDERGEDOKEN SELMA JEANNETTE VAN KOLLEM VAN DER SLUIS GEB. 1917 VERRADEN GEDEPORTEERD 19-10-1943 UIT WESTERBORK VERMOORD 22-10-1943 AUSCHWITZ | Hein Keverweg 1 | Selma Jeannette van Kollem-van der Sluis (1917-1943) |
|            | HIER WAS ONDERGEDOKEN SARA LEVIT-BARGEBOER GEB. 1890 GEDEPORTEERD 1943 UIT WESTERBORK VERMOORD 23-7-1943 SOBIBOR                                       | Neuhuijsweg 1   | Sara Levit-Bargeboer (1890-1943)                     |
|            | HIER WAS ONDERGEDOKEN BARUCH LOPEZ DE LEAO LAGUNA GEB. 1864 GEDEPORTEERD 16-11-1943 UIT WESTERBORK VERMOORD 19-11-1943 AUSCHWITZ                       | Hein Keverweg 1 | Baruch Lopez de Leao Laguna (1864-1943)              |
|            | HIER WAS ONDERGEDOKEN NETTY MATHIJSE GEB. 1925 VERRADEN GEDEPORTEERD 19-10-1943 UIT WESTERBORK VERMOORD 22-10-1943 AUSCHWITZ                           | Hein Keverweg 1 | Netty Mathijse (1925-1943)                           |
|            | HIER WAS ONDERGEDOKEN FLORA MATHIJSE-LEEFMAN GEB. 1880 VERRADEN GEDEPORTEERD 19-10-1943 UIT WESTERBORK VERMOORD 22-10-1943 AUSCHWITZ                   | Hein Keverweg 1 | Flora Mathijse-Leefman (1880-1943)                   |
|            | HIER WAS ONDERGEDOKEN MEIJER MAX MOT GEB. 1920 VERRADEN GEDEPORTEERD 19-10-1943 UIT WESTERBORK VERMOORD 31-3-1944 MIDDEN-EUROPA                        | Hein Keverweg 1 | Meijer Max Mot (1920-1944)                           |
|            | HIER WAS ONDERGEDOKEN MEIJER POLAK GEB. 1898 VERRADEN GEDEPORTEERD 19-10-1943 UIT WESTERBORK VERMOORD 31-3-1944 MIDDEN-EUROPA                          | Hein Keverweg 1 | Meijer Polak (1898-1944)                             |
|            | HIER WAS ONDERGEDOKEN REINA SOPHIA POLAK-SAMUELS GEB. 1898 VERRADEN GEDEPORTEERD 19-10-1943 UIT WESTERBORK VERMOORD 22-10-1943 AUSCHWITZ               | Hein Keverweg 1 | Reina Sophia Polak-Samuels (1898-1943)               |
|            | HIER WOONDE EMANUEL QUERIDO GEB. 1871 GEDEPORTEERD 20-7-1943 UIT WESTERBORK VERMOORD 23-7-1943 SOBIBOR                                                 | Neuhuijsweg 10  | Emanuel Querido (1871-1943)                          |
|            | HIER WOONDE JANE QUERIDO-KOZIJN GEB. 1866 GEDEPORTEERD 20-7-1943 UIT WESTERBORK VERMOORD 23-7-1943 SOBIBOR                                             | Neuhuijsweg 10  | Jane Querido-Kozijn (1866-1943)                      |
|            | HIER WAS ONDERGEDOKEN KURT EMANUEL SCHÖNDORFF GEB. 1908 GEARRESTEERD 18-2-1944 GEDEPORTEERD UIT WESTERBORK VERMOORD 5-3-1944 AUSCHWITZ                 | Bijenstand 1    | Kurt Emanuel Schöndorff (1908-1944)                  |
|            | HIER WAS ONDERGEDOKEN BENJAMIN VAN DER SLUIS GEB. 1886 VERRADEN GEDEPORTEERD 19-10-1943 UIT WESTERBORK VERMOORD 22-10-1943 AUSCHWITZ                   | Hein Keverweg 1 | Benjamin van der Sluis (1886-1943)                   |
|            | HIER WAS ONDERGEDOKEN RACHEL VLES-KNOOP GEB. 1885 VERRADEN GEDEPORTEERD 19-10-1943 UIT WESTERBORK VERMOORD 22-10-1943 AUSCHWITZ                        | Hein Keverweg 1 | Rachel Vles-Knoop (1885-1943)                        |
|            | HIER WAS ONDERGEDOKEN ABRAHAM VOGEL GEB. 1877 VERRADEN GEDEPORTEERD 19-10-1943 UIT WESTERBORK VERMOORD 22-10-1943 AUSCHWITZ                            | Hein Keverweg 1 | Abraham Vogel (1877-1943)                            |
|            | HIER WAS ONDERGEDOKEN RACHEL VOGEL-BLEEKRODE GEB. 1887 VERRADEN GEDEPORTEERD 19-10-1943 UIT WESTERBORK VERMOORD 22-10-1943 AUSCHWITZ                   | Hein Keverweg 1 | Rachel Vogel-Bleekrode (1887-1943)                   |
|            | HIER WOONDE SARA CHARLOTTE VUIJSJE- VAN STRATEN GEB. 1899 GEDEPORTEERD 1944 UIT WESTERBORK VERMOORD 3-9-1944 AUSCHWITZ                                 | Raboes 5        | Sara Charlotte Vuijsje-van Straaten (1899-1944)      |
|            | HIER WOONDE EMILE WOLF GEB. 1916 GEDEPORTEERD 1943 UIT WESTERBORK VERMOORD 23-7-1943 SOBIBOR                                                           | De Leemkuil 11  | Emile Wolf (1916-1943)                               |
|            | HIER WOONDE JANTJE GEERTRUIDA WOLF-LEVIT GEB. 1916 GEDEPORTEERD 1943 UIT WESTERBORK VERMOORD 23-7-1943 SOBIBOR                                         | De Leemkuil 11  | Jantje Geertruida Wolf-Levit (1916-1943)             |

## Data van plaatsingen
- 4 mei 2023: 29 Stolpersteine aan Hein Keverweg 1
- 12 september 2023: twee Stolpersteine aan Neuhuijsweg 10
- 5 juni 2024: drie Stolpersteine aan De Leemkuil 11, Neuhuysweg 1
- 7 juni 2024: een Stolperstein aan Raboes 5
- 28 juli 2024: vijf Stolpersteine op Bijenstand 1
- 30 november 2024: twee Stolpersteine op Torenlaan 58